# Nascita di Giovanni Battista

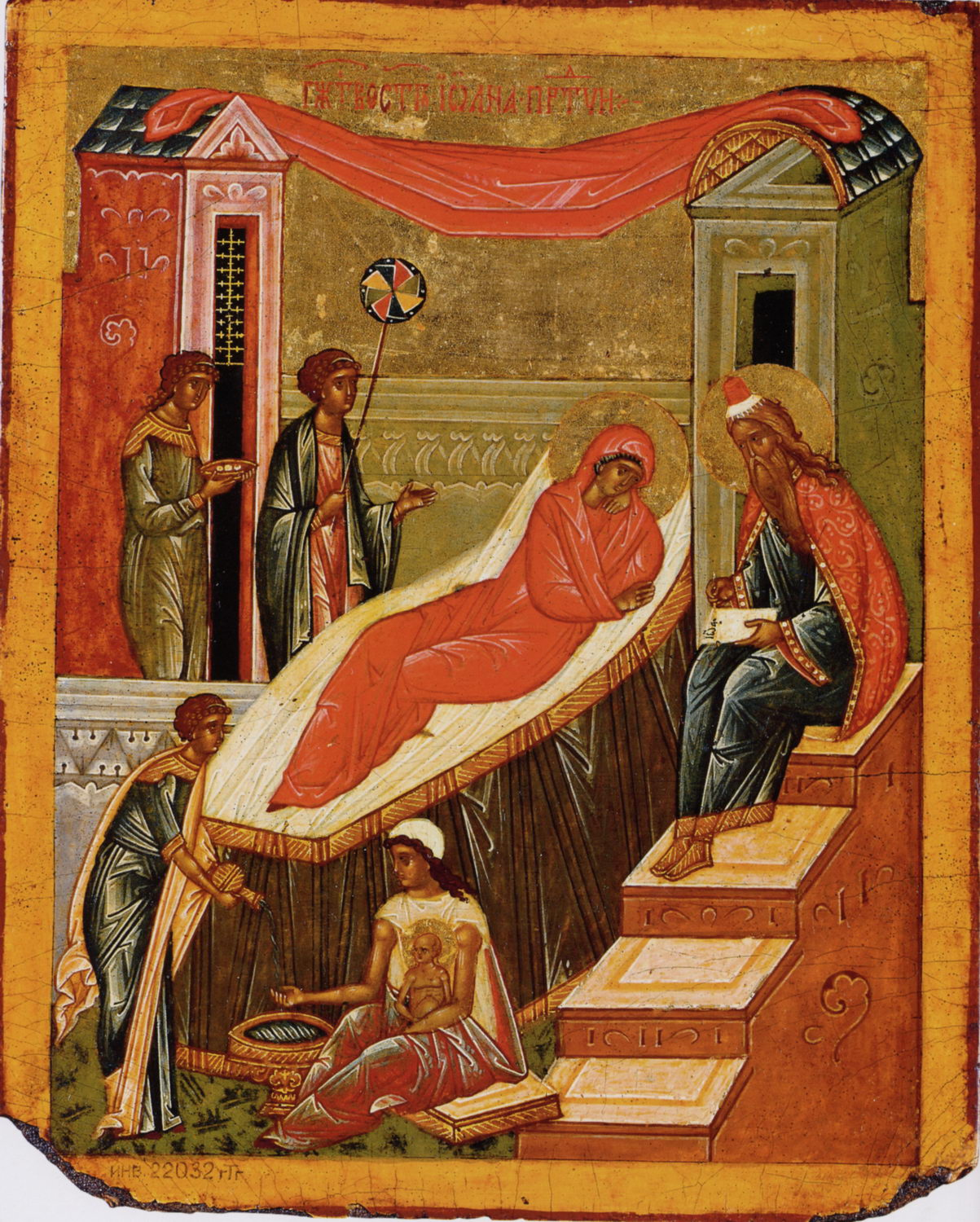
Icona russa che rappresenta la nascita di Giovanni Battista

La Nascita di Giovanni Battista (o Natività di Giovanni il Battista, o Natività del Precursore, o colloquialmente in inglese Johnmas o (in tedesco) Johannistag) è la festa cristiana che celebra la nascita di Giovanni Battista.

## Significato

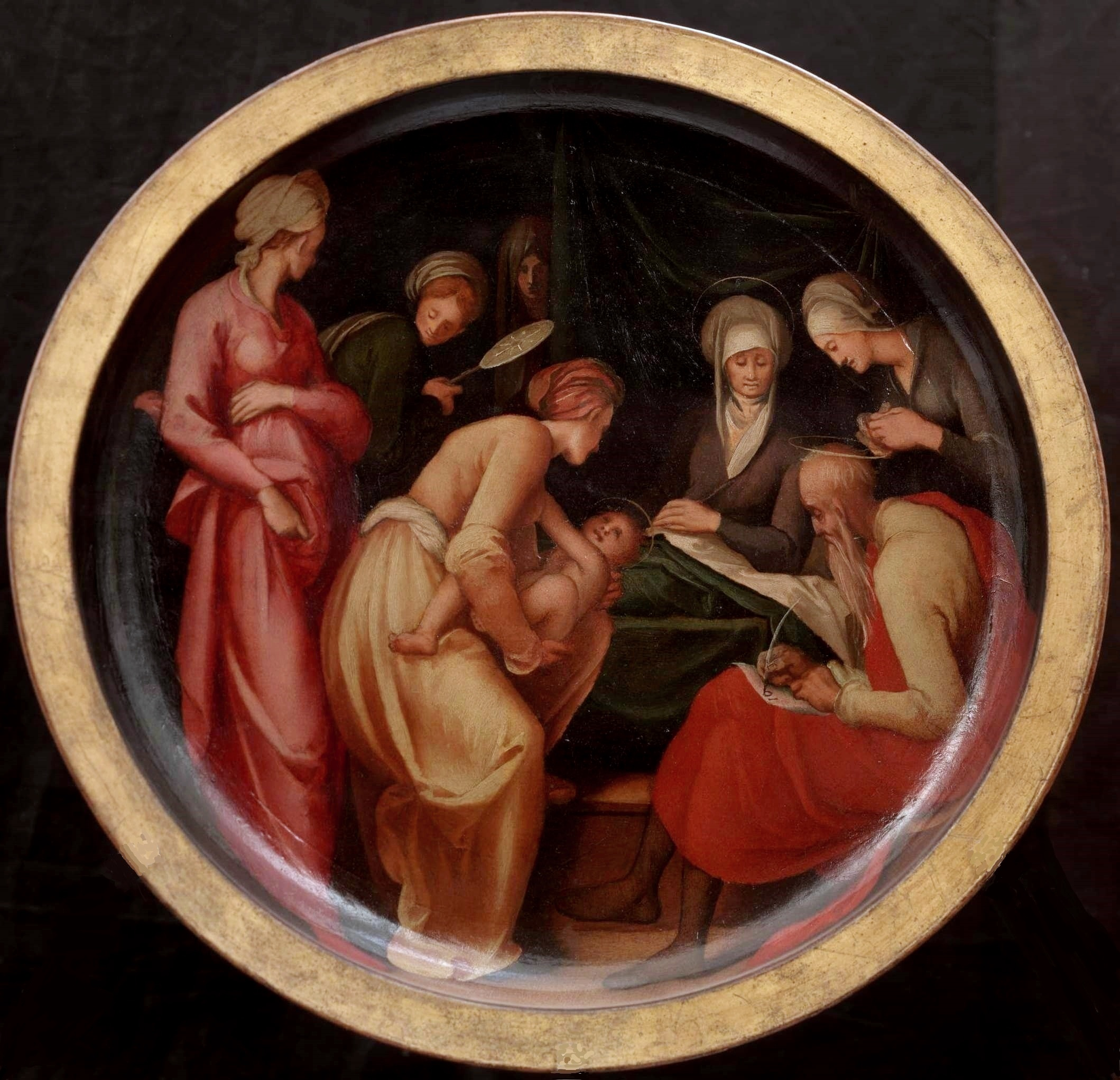
Nascita di Giovanni Battista, dove si nota Zaccaria nell'atto di scrivere "Il suo nome è Giovanni". Pontormo, desco da parto, c. 1526.

I cristiani hanno per lungo tempo interpretato la nascita di Giovanni Battista come la preparazione per l'incarnazione di Gesù Cristo, e le circostanze della sua nascita, come ricordato nel Nuovo Testamento, furono miracolose. Il ruolo di Giovanni nel Vangelo è enfatizzato dallo scritto di san Luca relativo all'annuncio della sua nascita, in parallelo alla nascita di Gesù.
Il solo racconto evangelico della nascita di Giovanni Battista viene dal vangelo di Luca. I genitori di Giovanni, Zaccaria — un sacerdote ebraico — ed Elisabetta, erano entrambi senza figli ed erano anziani. Durante la rotazione di Zaccaria al servizio presso il Tempio di Gerusalemme, egli venne prescelto per portare l'offerta dell'incenso all'Altare d'oro. L'arcangelo Gabriele gli apparve e gli annunciò che sua moglie avrebbe dato alla luce un bambino e che il suo nome sarebbe stato Giovanni, un nome inusuale per la sua famiglia e quella di Elisabetta. In At 4,6 viene riportato un "Giovanni" (o "Jonathan", un nome che combina "Jona" e "Nathan", due nomi biblici) tra gli alti sacerdoti che sfidarono gli apostoli a predicare dopo la Pentecoste, ma pare che questi non fosse imparentato con la famiglia di Gesù. Ad ogni modo, dal momento che Zaccaria non credette al messaggio di Gabriele, venne punito rimanendo muto sino alla nascita di Giovanni. Quando venne alla luce il bambino e i suoi parenti gli chiesero quale nome egli avesse scelto per il nascituro, Zaccaria scrisse "Il suo nome è Giovanni" e riprese la capacità di parlare (Lc 1,5–25; Lc 1,57-66). A Zaccaria venne concesso da quel momento il dono della profezia e compose il cantico Benedictus.

## Notte di San Giovanni
La notte di San Giovanni è la notte che precede la festa della natività di San Giovanni Battista, il 24 giugno di ogni anno, quindi la notte fra il 23 e il 24 giugno. La festa è collegata alle celebrazioni del Solstizio che cade fra il 20 e 21 giugno, parallelamente a quanto accade per il Natale con il Solstizio d'inverno.

## Celebrazioni liturgiche

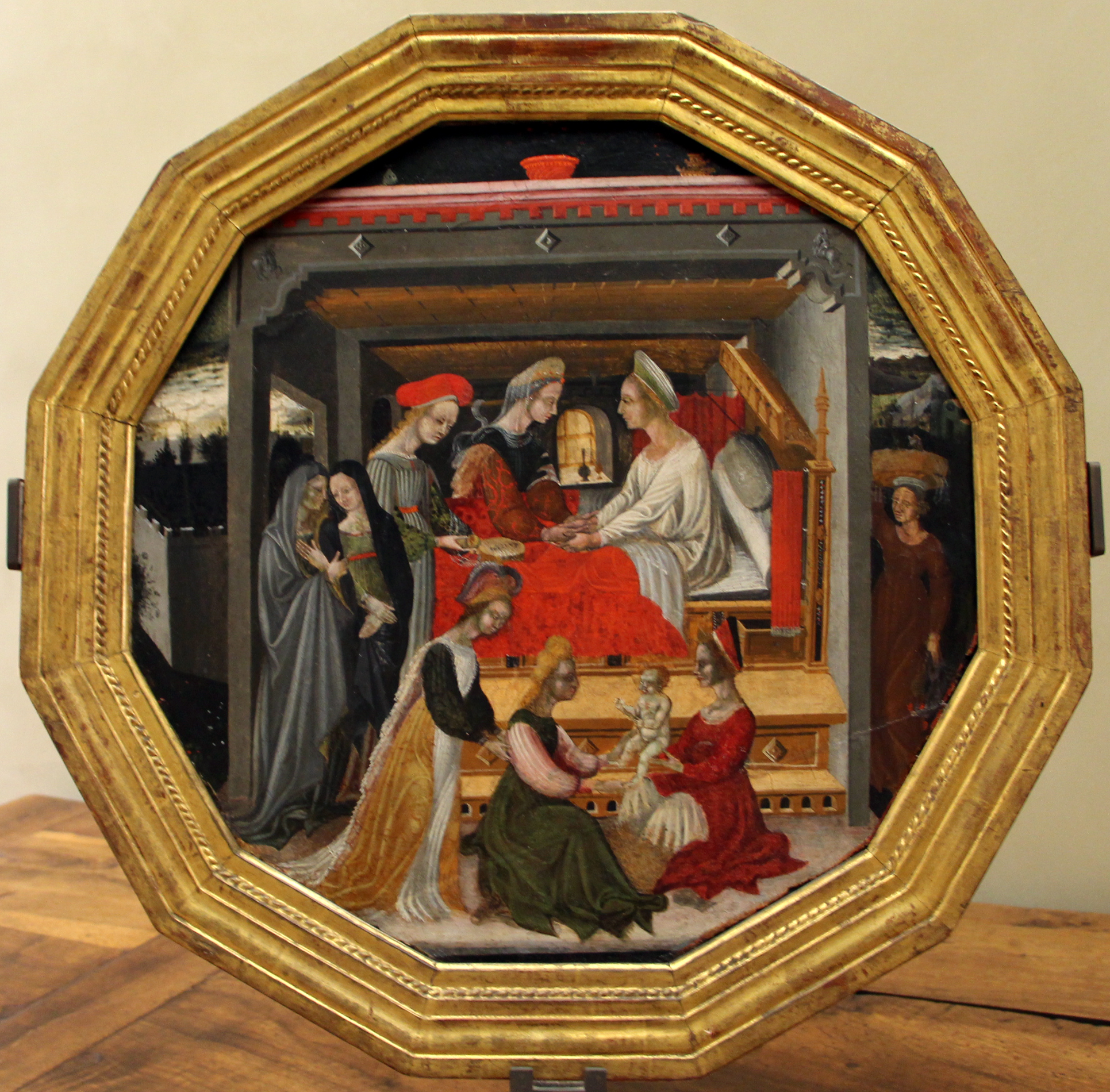
Desco da parto con una nascita del Battista ambientata nel Quattrocento, Siena, c. 1420–40

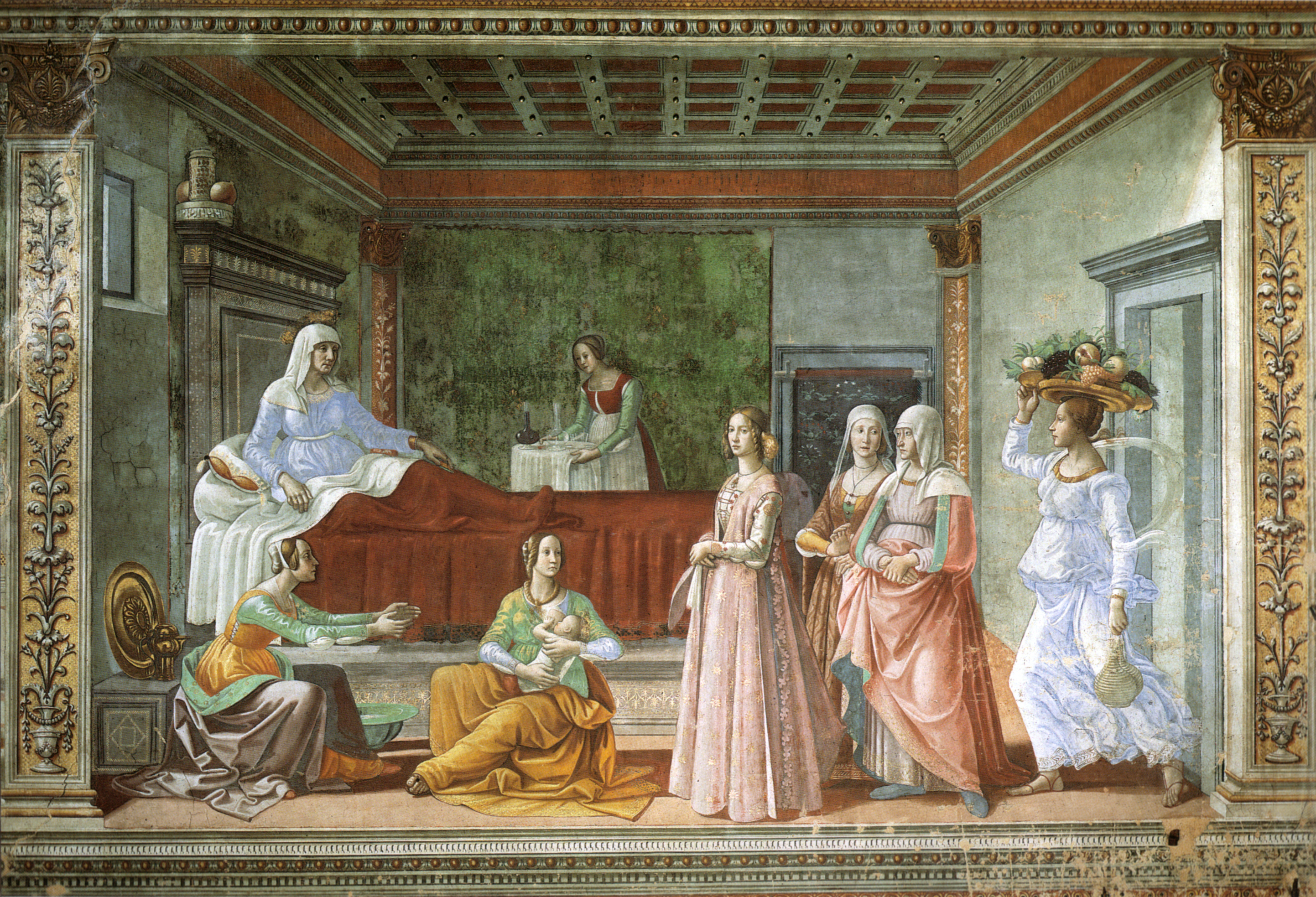
Cappella Tornabuoni, Domenico Ghirlandaio e bottega, 1485–1490

All'Annunciazione, quando l'angelo Gabriele apparve a Maria per informarla del concepimento di Gesù per opera dello Spirito Santo, egli la informò anche che Elisabetta, sua cugina, era già incinta di sei mesi (Lc 1,36). Maria si portò quindi a visitare Elisabetta. Il vangelo di Luca racconta di come il bambino "sobbalzò" nel ventre di Elisabetta quando ella incontrò Maria (Lc 1,44).
La natività di San Giovanni Battista è fissata liturgicamente al 24 giugno ed avviene appunto tre mesi dopo la celebrazione dell'Annunciazione il 25 marzo, quando appunto l'arcangelo Gabriele disse a Maria che sua cugina era incinta di sei mesi, e pertanto la nascita di Gesù avvenne per Natale. Il proposito di queste festività non era quello di celebrare le esatte date degli eventi stessi, ma di commemorarli come collegati. La natività di Giovanni il Battista anticipa quindi la festa del Natale.
La natività di Giovanni Battista è una delle più antiche feste della chiesa cristiana, indicata già nel Concilio di Agde del 506 come una delle principali feste dell'anno, giornata di riposo e, come per il Natale, festa nella quale era prevista la celebrazione di tre messe.
E' una delle feste principali dell'Ordine di Malta.

### Nel cristianesimo occidentale
Ordinariamente, il giorno della morte di un santo è solitamente il suo giorno festivo dal momento che segna il suo dies natalis, il suo "compleanno", l'ingresso nella vita eterna. Tra i santi vi sono ad ogni modo due sole eccezioni: la nascita di Maria e quella di Giovanni Battista. Secondo la tradizione e l'insegnamento cattolico, Maria era libera dal peccato originale sin dalla sua esistenza (Immacolata Concezione), mentre Giovanni venne privato del peccato originale nel ventre di sua madre quando Elisabetta si avvicina a Maria Santissima che ha gia' Gesu' nel suo grembo. Giovanni viene presantificato e diverra' il precursore.
Ancora oggi la natività di Giovanni Battista è una festa liturgica importante per la chiesa cattolica romana, anglicana e luterana. Nel rito romano è celebrata dal 1970 come solennità, in precedenza era una festa di prima classe seguita dall'ottava della festività.
Come per la nascita della Vergine, la nascita del Battista venne celebrata in numerose opere artistiche, in particolare a Firenze, di cui San Giovanni è patrono. Quella della nascita di Giovanni Battista fu un soggetto tipico dei deschi da parto con la quale venivano per l'appunto presentati i bambini alla madre per la prima volta dopo la loro nascita. La scena è affrescata anche nel ciclo della vita di San Giovanni nella cappella Tornabuoni della basilica di Santa Maria Novella a Firenze ed è probabilmente la più nota rappresentazione dell'episodio, creata da Domenico Ghirlandaio e dalla sua bottega tra il 1485 ed il 1490.
Il riformatore Martin Lutero scrisse un inno sul battesimo "Christ unser Herr zum Jordan kam", che viene associato ancora oggi alla festività del Battista. La festa è stata celebrata anche con la musica di Johann Sebastian Bach che compose tre cantate per l'occasione:
- Ihr Menschen, rühmet Gottes Liebe, BWV 167, 24 giugno 1723
- Christ unser Herr zum Jordan kam, BWV 7, 24 giugno 1724
- Freue dich, erlöste Schar, BWV 30, 24 giugno 1738 o l'anno successivo

### Nel cristianesimo orientale
Nelle chiese ortodosse orientali e nelle chiese cristiane orientali, San Giovanni Battista è spesso definito "il Precursore", un titolo utilizzato anche nel mondo occidentale ("Πρόδρομος" Pródromos in greco, "Precursor" in latino). il titolo indica che il proposito del suo ministero fu quello di preparare la strada alla venuta di Gesù CRisto. Nel rito bizantino, la festa della natività del Battista è celebrata il 24 giugno, con una celebrazione vigilare ed una solenne il giorno successivo.
Oltre alla nascita del Battista, il rito bizantino commemora anche la vita di San Giovanni con le seguenti festività:
- 7 gennaio – La sinassi di San Giovanni il Precursore (immediatamente dopo l'Epifania del 6 gennaio)
- 24 febbraio – Primo e secondo ritrovamento della testa di San Giovanni il Precursore
- 25 maggio – Terzo ritrovamento della testa di San Giovanni il Precursore
- 29 agosto – Decapitazione di San Giovanni il Precursore
- 23 settembre - Concepimento di San Giovanni il Precursore e commemorazione dei santi Zaccaria ed Elisabetta.

La chiesa cattolica armena commemora la nascita di Giovanni il Precursore il 15 gennaio ed il 7 giugno celebra una festa commemorativa.
- In Ucraina, in Bielorussia ed in Russia si celebra la Festa di Ivan Kupala che viene celebrata il 7 luglio.

## Celebrazione

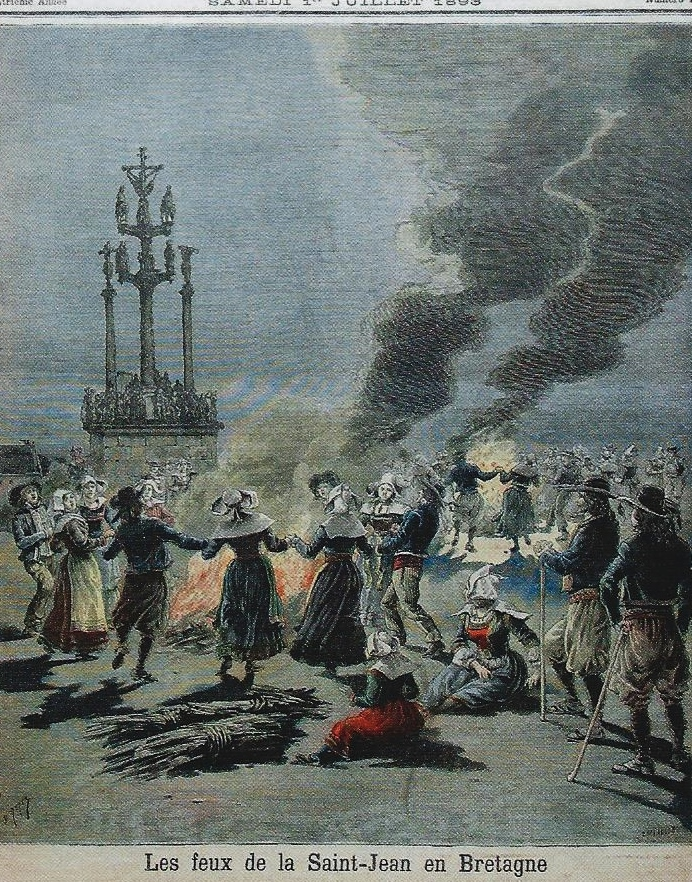
Falò con danzatori di fronte ad un calvario ligneo in Bretagna, 1893

La questione se la festa debba cadere il 24 o il 25 giugno sta nel voler identificare la festa come precedente di sei mesi il Natale. L'idea che il Natale debba cadere il 25 dicembre, è da ritrovarsi nell'idea di voler cristianizzare la festa pagana del sol invictus (in occasione del solstizio d'inverno) e per questo motivo la festa di San Giovanni venne identificata come da celebrarsi sei mesi prima del 25 dicembre. Questa spiegazione, ad ogni modo, non troverebbe conferma nel medioevo quando il solstizio estivo veniva celebrato a metà di giugno per l'inesattezza del calendario giuliano. Fu solo nel 1582 che con la riforma del calendario gregoriano il solstizio venne spostato nuovamente al 21 giugno come era nel IV secolo.
Il festeggiare la festa il 24 giugno risiede più probabilmente nel sistema di conteggio dei giorni romano che si basava sull'uso delle calende del mese successivo. Il Natale cadeva "l'ottavo giorno prima delle calende di gennaio" (Octavo Kalendas Januarii). Di conseguenza, la natività di San Giovanni Battista era posta "l'ottavo giorno prima delle calende di luglio." Ad ogni modo, giugno ha solo trenta giorni, in our present (Germanic) way of counting, the feast falls on June 24.
Ad ogni modo il fatto che la festa cada nel periodo del solstizio estivo è considerata significativa, riprendendo le parole di Giovanni Battista rivolte a Gesù "Egli dovrà crescere, ma io devo diminuire" (Gv, 3,30).

### Tradizioni
In tutta Europa i "fuochi di San Giovanni" vengono accesi sulle montagne e sulle colline la sera precedente alla sua festività religiosa. Il primo giorno d'estate, il giorno di San Giovanni è considerato un'antica tradizione e un delle festività più importanti dell'anno. In Germania la giornata viene celebrata portando come offerta nelle chiese il Johanneskraut (erba di San Giovanni), una particolare essenza arborea spontanea. In Scandinavia e nei paesi scandinavi vi è l'antica tradizione secondo la quale le streghe ed i demoni passino sulla terra nel giorno di San Giovanni, e per questo i bambini danno fuoco a figure di paglia e viene fatto rumore per le strade per scacciare i demoni dal mondo.
Nel VII secolo, Sant'Eligio si scagliò contro queste tradizioni ed incoraggiò invece le celebrazioni religiose in favore della nascita di San Giovanni Battista.